# 書呆子
書呆子（或稱“书虫”、“书痴”，古稱「兩腳書櫥」），字面解釋泛指埋首於書堆，整個心思只在讀書的人。負面解釋泛指因讀了許多書，卻缺乏與現實結合的知識，無法靈活應用書中知識，書中所學僅用於書本，對書堆外的現實世界完全使不上力的人。另常用於形容不擅處理人際關係，或對男女情愛一竅不通的感情遲頓者。

## 详细
“书呆子”又叫“书痴”，“书痴”一词来源于《旧唐书》，“痴”就是傻的意思，读书读到不通世故，甚至不合群，因此被人们嘲笑。但古代还是有读书人以被视为“书痴”而自豪的，比如诗人陆游有诗写道：“客来不怕笑书痴，终胜牙签新未触”。意思是虽然我沉溺于读书，有人笑我傻，但总比那些把书放在书架上当摆设而不读书的人来得好。
中国古代类似的词还有很多，南北朝时，宋文帝想向北边扩展领土，将军沈庆之觉得这是不明智的选择，所以极力劝阻皇帝。皇帝不但不听劝，还找了两个文官来和沈庆之争辩，当时无奈的沈庆之形容这两个从没打过仗的文官是‘白面书生’。最终，宋文帝非但没有采纳沈庆之的意见，还打了败仗。后来人们用“白面书生”来形容只知道书本上的知识、不晓得实际处理事情方法的读书人。
而《晋书·刘柳传》记载了有个叫傅迪的读书人，“好广读书而不解其意”，同僚刘柳评价他：“卿读书虽多，而无所解，可谓书麓也。”此处的“麓”字意思是指用藤条或柳条编的圆形盛器，也就是形容傅迪只是个装书的篮子。所以“书麓”是用来形容那些读书虽多但获益甚少的人。
还有“掉书袋”一词，《南唐书·彭利用传》记载，彭利用不顾对象和场合，“对家人稚子，下逮奴隶，言必据书史，断章破句，以代常谈，俗谓之掉书袋”。从此，人们就拿“掉书袋”这个词来讥讽那些喜欢不看场合地卖弄渊博，一味引经据典，迂腐不堪的读书人。
褒义的词也有，比如古代人一般可以用“白衣秀士”来称呼尚未取得功名的读书人。这个称谓来自于明代剧作家马致远的作品《岳阳楼》，作品描述了一位名字叫做吕严的书生：“当初是个白衣秀士，末流书生，上朝求官，在邯郸道、王化店遇着钟离师父，再三点化，终得成了道。”
另外，据《隋书·儒林传》记载，公孙景茂是个“少好学，博涉经史”的人，当时的人称他为“书库”。后来人们就将“书库”用来形容才高八斗、博览群书的人。
元朝末年，有位读书人宋濂因为家里穷而没办法购买书籍，只好到处借书来读，读后还拿纸拿笔把书本全都抄下来，所以被人们称为“书迷”。

## 示例
- 《红楼梦．第七五回》：「可以做得官时，就跑不了一个官的。何必多费了功夫，反弄出书呆子来。」
- 《文明小史．第四〇回》：「堂倌见他们杂七杂八，穿的衣服不中不西，就认定是学堂里出来的书呆子。」